# Cimadevila (Sarandón)
Cimadevila es una aldea española situada en la parroquia de San Miguel de Sarandón, del municipio de Vedra, en la provincia de La Coruña, Galicia. Según el IGE a fecha de 2021 cuenta con una población de 57 habitantes.
El topónimo cimadevila proviene de la forma grecolatina cyma (cima) y del complemento nominal villa precedido de la preposición «de». Su significado se refiere a la localización en la parte alta de una villa.
En el lugar de Montenovo (Cimadevila), se encuentra una mámoa catalogada en el PXOM.